# Baai van Varna
De Baai van Varna (Bulgaars: Варненският залив) is een baai aan de oostkust van Bulgarije. Het is de op een na grootste baai van het land, na de baai in Boergas in het zuiden van Bulgarije. 
Aan het noordelijk deel van de baai ligt de stad Varna, met het grootste deel daarvan de Zeetuin en in het zuiden de stadswijk Asparuchovo. In het midden van de baai ligt de monding van het Meer van Varna, de haven (grootste van het land) en de Asparuchovo-brug. Tijdens de zomermaanden is het een geliefde plek voor de bevolking om te zwemmen vanwege het ondiepe water en de zandstranden.
Het zuidelijkste punt is de Kaap van Galata, bekend door zijn vuurtoren. De huidige vuurtoren is in gebruik sinds 1912 en is tot nu een duidelijk herkenningspunt. De noordelijke grens wordt gevormd door de oude koninklijke residentie Evsinograd en het vakantieoord Sveti Konstantin i Elena.